# Jane Tidball
Jane Tidball (...) è un'ex sciatrice alpina canadese.

## Biografia
Jane Tidball fece parte della nazionale canadese e vinse il titolo nazionale nella combinata nel 1977; non prese parte a rassegne olimpiche e non ottenne piazzamenti in Coppa del Mondo o ai Campionati mondiali.

## Palmarès

### Campionati canadesi
- 1 oro (combinata nel 1977)[2]